# Phunginus
Phunginus is een geslacht van kevers uit de familie spartelkevers (Mordellidae).
Het geslacht is voor het eerst wetenschappelijk beschreven in 1922 door Píc.

## Soorten
Het geslacht omvat de volgende soort:
- Phunginus apicalis Píc, 1922